# Mahmoud Hamdy
Mahmoud Hamdy (1 de junho de 1995) é um futebolista egípcio que joga pelo Pyramids.

## Carreira
Foi convocado para defender a Seleção Egípcia de Futebol na Copa do Mundo de 2018.